# ویتوریو مارچلی
ویتوریو مارچلی (ایتالیایی: Vittorio Marcelli; ۳ ژوئن ۱۹۴۴ – ) دوچرخه‌سوار اهل ایتالیا بود.
وی در مسابقات کشوری و بین‌المللی در مجموع برندهٔ ۱ مدال طلا، ۳ مدال برنز شده‌است.